# The Fairest of Them All
The Fairest of Them All är ett album av Dolly Parton, släppt i februari 1970.
Låten "Down from Dover" handlar om en ogift gravid flicka, som väntar förgäves på pappan till barnet medan hennes föräldrar skäller. Låten var kontroversiell för sin tid och Dolly Parton har i senare intervjuer sagt att den onämnda producenten Porter Wagoner hade talat om för henne att en sådan låt inte skulle spelas i radio. Låten blev dock en favorit bland fansen och Dolly Parton gjorde en nyinspelning till albumet Little Sparrow med en extra vers som togs bort från originalversionen. 2009 spelade Marianne Faithfull in låten på coveralbumet Easy Come, Easy Go.
Två andra historieberättande låtar, "Robert" och "Daddy Come and Get Me", utmärktes genom sina teman. Den första handlar om en pojke som är kär i en flicka, utan att veta att de är bror och syster. Den är baserad på en sann historia. Den andra är en skräckhistoria (samskriven med Dorothy Jo Hope, Dolly Partons faster) om en kvinna som ber sin pappa att släppa ut henne från mentalsjukhuset som hennes fuskmake skickat henne till.
I en CMT-intervju med Patty Loveless skämtade Dolly Parton om att det var det roligaste omslag hon någonsin gjort. Hon sade att hon försökte se ut som en sagotant. Omslagsfotot gjordes av Bill Goodman, fotograf för  The Nashville Banner.
Texthäftet skrevs av vännen och medhjälparen Judy Ogle.

## Låtlista
Alla låtar skrivna av Dolly Parton om inget annat anges.
1. "Daddy Come and Get Me" (Dolly Parton, Dorothy Jo Hope)
2. "Chas"
3. "When Possession Gets Too Strong" (Dolly Parton, Louis Owens)
4. "Before You Make Up Your Mind" (Bill Owens)
5. "I'm Doing This For Your Sake"
6. "But You Loved Me Then"
7. "Just The Way I Am"
8. "More Than Their Share"
9. "Mammie"
10. "Down From Dover"
11. "Robert"

## Topplaceringar
| Lista (1970)          | Peak Position |
| --------------------- | ------------- |
| US Top Country Albums | 13            |